# Феодосий (Олтаржевский)
Епи́скоп Феодо́сий (в миру Пётр Наркисович Олтаржевский; 1 (13) декабря 1867, Уманский уезд, Киевская губерния — 26 июля 1914, Ессентуки) — епископ Русской православной церкви, епископ Оренбургский и Тургайский. Духовный писатель.

## Биография
Первоначальное образование получил в Уманском духовном училище и Киевской духовной семинарии.
В 1888 году поступил в Киевскую духовную академию. На третьем курсе заболел и оставлен был на второй год. В академической среде он отличался простотой и добротой. Окончил академию в 1893 году со степенью кандидата богословия.
16 августа 1893 года он был определён учителем в Уманское духовное училище.
В 1895 году, учитывая свою непригодность к семейной жизни, он принимает монашество в Киево-Печерской Лавре с именем Феодосий и 14 сентября рукоположен во иеромонаха.
5 декабря того же года он назначается смотрителем Киево-Подольского духовного училища.
В 1898 году — инспектор Киевской духовной семинарии.
С 7 января 1899 года — ректор Волынской духовной семинарии в сане архимандрита.
В 1900 году удостоен степени магистра богословия за сочинение: «Палестинское монашество в IV—VI веках».
С 1901 года — ректор Киевской духовной семинарии.
30 ноября 1903 года хиротонисан во епископа Елизаветградского, викария Херсонской епархии с назначением местожительства в Успенском монастыре, на Большой Фонтане, близ Одессы. Здесь он проявил широкую духовно-просветительную деятельность путём церковной проповеди и религиозно-нравственных чтений и собеседований. Отличался бодростью духа и трудоспособностью.
С 18 июля 1905 года назначен епископом Чистопольским, викарием Казанской епархии.
Ввиду болезни, он просил Святейший Синод отменить его назначение. Священный Синод счёл нужным наказать его за упорство и уволить не только от перемещения в Казань, но и вообще от епархиальной службы. Он был отправлен на покой в Григорьево-Бизюков монастырь Херсонской епархии. На покое он пробыл три месяца.
С 16 декабря 1905 года назначен епископом Прилукским, викарием Полтавской епархии.
19 декабря 1907 года был избран Советом Академии на должность ректора Киевской духовной академии, а 3 января 1908 года утверждён в этой должности Святейшим Синодом с титулом епископ Уманский, второй викарий Киевской епархии.
Как избранный сослуживцами, он считал себя не столько начальником академии, сколько старшим по положению, сотоварищем профессоров академии.
Для чтения лекций студентам академии он избрал Каноническое право, как науку, наиболее всего нужную для урегулирования церковно-общественных отношений в ту переходную, смутную эпоху.
С 13 августа 1910 года был назначен епископом Оренбургским и Тургайским.
В этом же году почётный член Киевской духовной академии.
Ввиду болезни ног (ревматизм) он отправился на лечение в Ессентуки, где скоропостижно скончался 26 июля 1914 года. Первоначально был захоронен в Ессентуках, но вскоре было принято решение о его перезахоронении тела в Оренбурге — в соответствии с его прижизненной волей. 14 сентября 1914 года епископ Феодосий был погребен у алтаря домовой Крестовой церкви архиерейского дома в Оренбурге, выстроенной и освящённой Феодосием за два года до смерти. После революции архиерейский дом использовался в качестве больницы, получившей в народе название «Архиерейка».
23 августа 2022 года в Оренбурге состоялось перезахоронение останков епископа Феодосия из-за реконструкции здания, около которого был погребен владыка. Цинковый гроб был опущен в новый склеп, сооруженный за алтарём Никольского кафедрального собора Оренбурга.